# Ofensiva de Daraa (2013)
La ofensiva de Daraa (2013) fue una campaña militar durante la Guerra Civil Siria lanzada por la FSA en la Gobernación de Daraa para capturar el área estratégica de la frontera.  La ofensiva comenzó a principios de marzo de 2013.  Durante la campaña, las fuerzas rebeldes capturaron varias bases y pueblos.  La ofensiva fue finalmente detenida luego de una contraofensiva del Ejército a mediados de abril, que resultó en la recuperación de algunas ciudades y pueblos.  Después de eso, los rebeldes continuaron su avance lanzando una contraofensiva propia. 

## Contexto
A principios de 2013, los rebeldes en el sur de Siria comenzaron a recibir una afluencia de armas financiadas por extranjeros en la frontera de Jordania.  Esto les dio un nuevo impulso, con los rebeldes preparando una ofensiva para capturar la región de importancia estratégica a lo largo de la frontera con Jordania que les daría una puerta de entrada crítica para intentar un ataque a la capital, Damasco.

## Ofensiva

### Ataque rebelde
El 3 de marzo, los rebeldes tomaron un batallón de artillería en la aldea de Jalma, cerca de la línea del Armisticio israelí.  Ocho rebeldes murieron en la lucha, y SOHR declaró que los rebeldes ejecutaron sumariamente al comandante del batallón.  
El 23 de marzo, varios grupos rebeldes capturaron la base de defensa aérea de la 38.ª división del Ejército sirio en una carretera estratégica que une Damasco con Jordania y mataron al comandante de la base, el general Mahmoud Darwish.
Al día siguiente, los rebeldes capturaron una Franja de 25 km de tierra cerca de la frontera con Jordania, que incluía las ciudades de Muzrib, Abdin y el puesto de control militar de Al-Rai.
El 29 de marzo, los rebeldes tomaron el control de la ciudad estratégica de Da'el , ubicada a 10 millas de la frontera con Jordania, después de días de intensos combates que dejaron 38 muertos, entre ellos 16 rebeldes.  
El 3 de abril, los rebeldes capturaron la base de defensa aérea del 49. ° batallón del ejército sirio en la ciudad de Alma, al norte de Daraa.
El 5 de abril, los rebeldes capturaron una guarnición del Ejército que defendía el cruce de la frontera principal hacia Jordania, después de un asedio de una semana en el que, según informes, murieron decenas de personas.

### Contraataque del gobierno
El 10 de abril, el ejército sirio lanzó un contraataque en la ciudad de Sanamein y Ghabagheb, tomando el control de Sanamein.  La televisión estatal siria informó que el Ejército lanzó operaciones contra Tafas, Dael y Jassim también.  54 personas murieron durante los combates en Sanamein: 29 civiles, 16 rebeldes, 9 soldados y tres desertores.  

## Secuelas

### Reapertura de línea de suministro del ejército y estancamiento
El 8 de mayo, las fuerzas gubernamentales capturaron la ciudad estratégica de Khirbet Ghazaleh, situada a lo largo de la carretera hacia la frontera con Jordania.  Más de 1.000 combatientes rebeldes se retiraron de la ciudad debido a la falta de refuerzos y municiones.  La pérdida de la ciudad también dio lugar a la reapertura de la ruta de suministro del gobierno a la ciudad en disputa de Daraa.  Los rebeldes continuaron retirándose de otras ciudades y decidieron no enfrentar el avance del Ejército a lo largo de la carretera porque ya no tenían municiones.  Sin embargo, más tarde ese mismo día, un comandante rebelde afirmó que la retirada era parte de un plan rebelde para instalar una trampa contra el ejército y que los combatientes de la oposición lograron recapturar la ciudad.  Aun así, el grupo opositor SOHR lo negó, afirmando que los rebeldes solo habían logrado recuperar un vecindario y la lucha seguía en curso en la ciudad.
El 12 de mayo, las fuerzas gubernamentales tomaron el control completo de Khirbet Ghazaleh y aseguraron la carretera cerca de la ciudad.
A principios de junio, según los guardias de frontera jordanos y las milicias, los rebeldes estaban realizando ataques contra las posiciones del ejército sirio en el otro lado de la frontera.  "Atacan los puntos de control de una manera primitiva", según un comandante jordano.  “Algunas veces los ves sosteniendo sus armas torpemente y desperdiciando sus municiones. Casi nunca se aprovechan de los vehículos y equipos que los sirios dejan atrás.  Al observarlos, queda claro que no están bien entrenados ".  El ejército sirio se estaba acercando a la frontera y su éxito contra los rebeldes se atribuyó a la reciente llegada de más equipos y vehículos mejorados, nunca antes vistos, para el Ejército sirio.  Estos incluyen drones, sistemas anti-mortero y dispositivos de interferencia de comunicaciones.  Los sistemas anti-mortero desplegados en algunas áreas permitieron al ejército sirio rastrear la fuente de los disparos de mortero e incluso atacar antes de que los rebeldes lancen un ataque.
A fines de junio, las fuerzas rebeldes temían ser derrotadas por el Ejército en el sur de Siria y perder el control de sus zonas seguras en la frontera con Jordania.  Para el 26 de junio, las fuerzas gubernamentales habían capturado las aldeas de Itlaa y Basr As Sham y los combates se estaban desarrollando en las afueras de la aldea de al-Sheikh Maskin.

### Avances rebeldes lentos
El 28 de junio, los rebeldes, incluidas las unidades del Frente Al-Nusra, tomaron el punto de control de Binayat en la ciudad de Daraa.  También ocuparon el área alrededor de la mezquita Omari en la parte sur de la ciudad, que fue un punto focal de las protestas iniciales en marzo de 2011.
El 8 de agosto, Ahmad Jarba, presidente de la Coalición Nacional Siria respaldada por Occidente, cruzó el territorio de Jordania en manos de los rebeldes en la provincia de Daraa para reunirse con los refugiados y observar a Id al-Fitr.  Fue acompañado por Ahmad Nima, líder del Consejo Militar de Daraa de la FSA.
El 28 de septiembre, los rebeldes, incluidos los grupos vinculados a Al Qaeda, tomaron el cruce de la frontera de Ramtha en la frontera entre Siria y Jordania después de días de enfrentamientos que dejaron 26 soldados muertos junto con 7 combatientes rebeldes extranjeros.  El 9 de octubre, los rebeldes también tomaron el cruce fronterizo de Hajanar en la frontera jordana, cerca de Daraa, después de un mes de fieros combates.  Su caída significaba que los rebeldes ahora tenían el control de una franja de territorio a lo largo de la frontera desde fuera de Daraa hasta el borde de los Altos del Golán.
El 21 de octubre, el jefe de la FSA, Yasser Abbud (también conocido como Abu Ammar), líder de la brigada de Faluya-Houran fue asesinado durante los combates con el ejército en Tafas .  Una vez fue el comandante del consejo militar de la FSA.
El 2 de diciembre, los rebeldes islamistas lograron capturar una base de batallón de armamento cerca de la ciudad de Busir al Harir, varios soldados fueron capturados durante el ataque.  Un mes más tarde, los rebeldes afirmaron haber tomado el control del hospital en la ciudad de Jasem, donde las fuerzas del gobierno se habían basado previamente.